# Saint-Julien-en-Quint
Pour les articles homonymes, voir Saint-Julien.
Saint-Julien-en-Quint est une commune française située dans le département de la Drôme, en région Auvergne-Rhône-Alpes.

## Géographie

### Localisation
Saint-Julien-en-Quint est située à 15 km au nord-ouest de Die.
| Omblèze         | Bouvante              | Vassieux-en-Vercors |
| Omblèze         | Saint-Julien-en-Quint | Vassieux-en-Vercors |
| Eygluy-Escoulin | Saint-Andéol          | Marignac-en-Diois   |

### Relief et géologie
Sites particuliers :
- vallée de la Sure[1],
- col de Marignac[1],
- montagne d'Ambel[1].

### Climat
Pour des articles plus généraux, voir Climat d'Auvergne-Rhône-Alpes et Climat de la Drôme.
En 2010, le climat de la commune est de type climat des marges montargnardes, selon une étude du Centre national de la recherche scientifique s'appuyant sur une série de données couvrant la période 1971-2000. En 2020, Météo-France publie une typologie des climats de la France métropolitaine dans laquelle la commune est exposée à un climat de montagne ou de marges de montagne et est dans une zone de transition entre les régions climatiques « Alpes du nord » et « Alpes du sud ». 
Pour la période 1971-2000, la température annuelle moyenne est de 10,3 °C, avec une amplitude thermique annuelle de 17,1 °C. Le cumul annuel moyen de précipitations est de 1 084 mm, avec 8,9 jours de précipitations en janvier et 5,7 jours en juillet. Pour la période 1991-2020, la température moyenne annuelle observée sur la station météorologique de Météo-France la plus proche, « Die », sur la commune de Die à 11 km à vol d'oiseau, est de 11,9 °C et le cumul annuel moyen de précipitations est de 939,1 mm,. Pour l'avenir, les paramètres climatiques de la commune estimés pour 2050 selon différents scénarios d'émission de gaz à effet de serre sont consultables sur un site dédié publié par Météo-France en novembre 2022.

## Urbanisme

### Typologie
Au 1er janvier 2024, Saint-Julien-en-Quint est catégorisée commune rurale à habitat très dispersé, selon la nouvelle grille communale de densité à 7 niveaux définie par l'Insee en 2022.
Elle est située hors unité urbaine. Par ailleurs la commune fait partie de l'aire d'attraction de Die, dont elle est une commune de la couronne,. Cette aire, qui regroupe 27 communes, est catégorisée dans les aires de moins de 50 000 habitants,.

### Occupation des sols
L'occupation des sols de la commune, telle qu'elle ressort de la base de données européenne d’occupation biophysique des sols Corine Land Cover (CLC), est marquée par l'importance des forêts et milieux semi-naturels (85,1 % en 2018), une proportion sensiblement équivalente à celle de 1990 (85,6 %). La répartition détaillée en 2018 est la suivante : 
forêts (73 %), prairies (10,2 %), espaces ouverts, sans ou avec peu de végétation (6,3 %), milieux à végétation arbustive et/ou herbacée (5,8 %), zones agricoles hétérogènes (3,5 %), terres arables (1,2 %). L'évolution de l’occupation des sols de la commune et de ses infrastructures peut être observée sur les différentes représentations cartographiques du territoire : la carte de Cassini (XVIIIe siècle), la carte d'état-major (1820-1866) et les cartes ou photos aériennes de l'IGN pour la période actuelle (1950 à aujourd'hui).

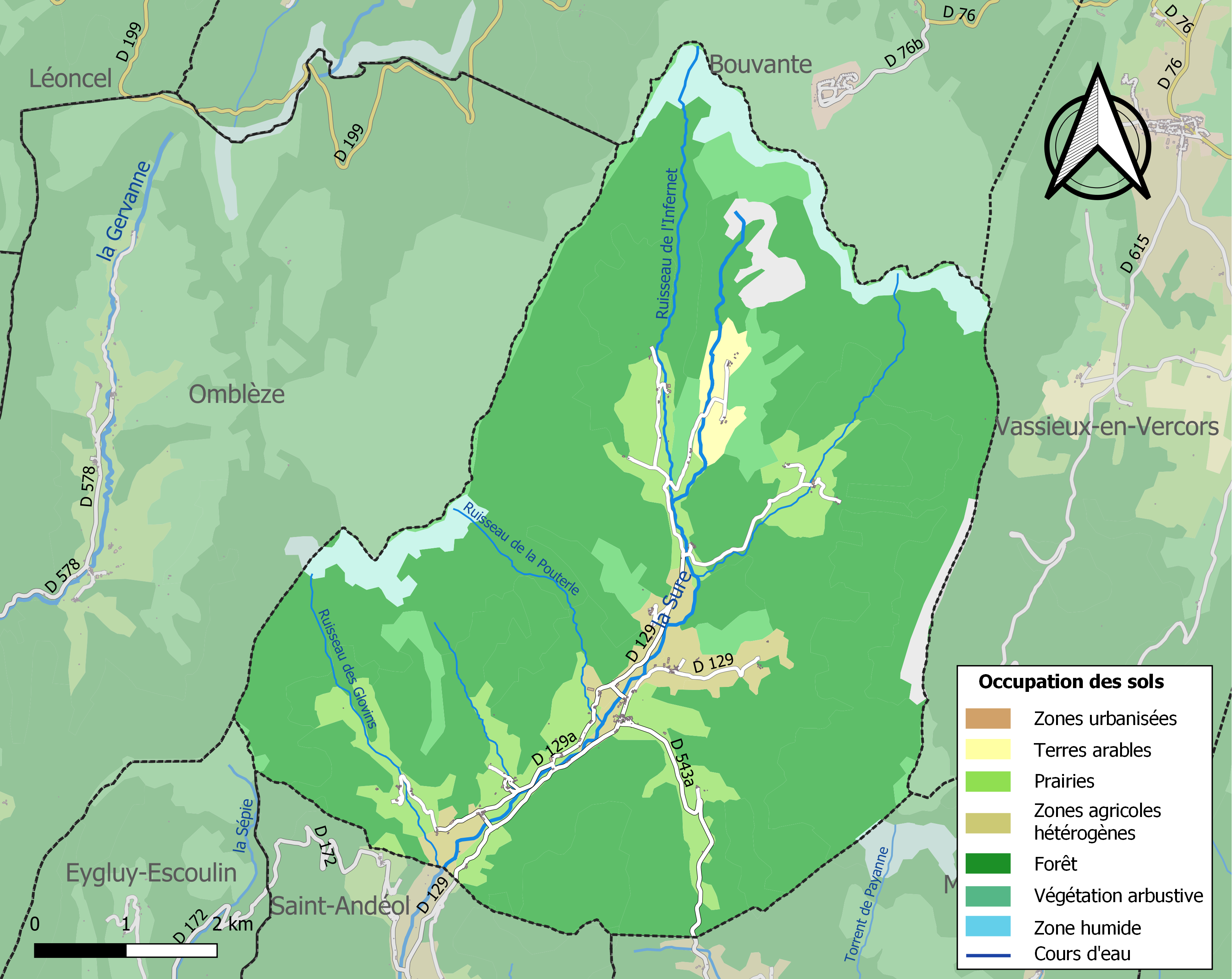
Carte des infrastructures et de l'occupation des sols de la commune en 2018 (CLC).

## Toponymie

### Attestations
Dictionnaire topographique du département de la Drôme :
- 1245 : Sanctus Julianus de Tués (cartulaire de Léoncel, 141) ;
- XIVe siècle : mention du prieuré : prioratus Sancti Juliani de Thuys (pouillé de Die) ;
- 1449 : mention du prieuré : prioratus de Sancto Juliano de Tuys (pouillé de Die) ;
- 1450 : mention de la paroisse : cura Sancti Juliani de Tuis (Rev. de l'évêché de Die) ;
- 1509 : mention de l'église Saint-Julien : ecclesia Beati Julliani Quinti (visites épiscopales) ;
- 1516 : Sanctus Julianus de Valle Quinti (rôle de décimes) ;
- 1539 : Sainct Jullian de la Val de Quint (inventaire de la chambre des comptes) ;
- 1540 : Sainct-Jullien et Marcloux (inventaire de la chambre des comptes) ;
- 1576 : Sainct Julian de Quint (inventaire de la chambre des comptes) ;
- 1891 : Saint-Julien-en-Quint, commune du canton de Die.

## Histoire

### Antiquité: les Gallo-romains
Des gisements plus ou moins importants de tegulae (grandes tuiles plates à rebords) ont été découverts aux Bonnets (au lieu-dit l'Oche) et aux Touzons sur Saint-Julien ; près de Saint-Andéol vers le ruisseau ; sur la rive gauche de la Sure en aval du défilé des Tourettes. Le plus souvent, il s'agit de tuiles ayant servi à former des coffres pour sépultures (types fréquents du IIIe  au  Ve siècle[réf. nécessaire].

### Du Moyen Âge à la Révolution
La seigneurie : au point de vue féodal, Saint-Julien-en-Quint faisait partie du mandement de Quint (voir Les Tours, commune de Sainte-Croix).
Avant 1790, Saint-Julien-en-Quint était une communauté de l'élection de Montélimar, de la subdélégation et sénéchaussée de Crest.

Elle formait une paroisse du diocèse de Die, dont l'église dédiée à saint Julien était celle d'un prieuré de l'ordre de Saint-Benoît, connu dès 1116, et qui, donné à l'ordre des Antonins, fut alors placé dans la dépendance de la commanderie de Sainte-Croix. Uni enfin au prieuré du Pont-en-Royans dans les premières années du XVIIIe siècle, ce prieuré passa comme celui-ci à l'ordre de Saint-Jean de Jérusalem en 1777.

### De la Révolution à nos jours
En 1790, Saint-Julien-en-Quint devient le chef-lieu d'un canton du district de Die, comprenant les municipalités de Chamaloc, Marignac, Ponet-Saint-Auban, Romeyer, Saint-Andéol-et-Saint-Étienne-en-Quint, Saint-Julien-en-Quint, Vachères et Vassieux. La réorganisation de l'an VIII (1799-1800) en fait une simple commune du canton de Die.
Pendant la Seconde Guerre Mondiale, la région fût le théâtre d'exactions commises par des soldats ukrainiens enrôlés dans la SS sur la communauté juive locale.

## Politique et administration

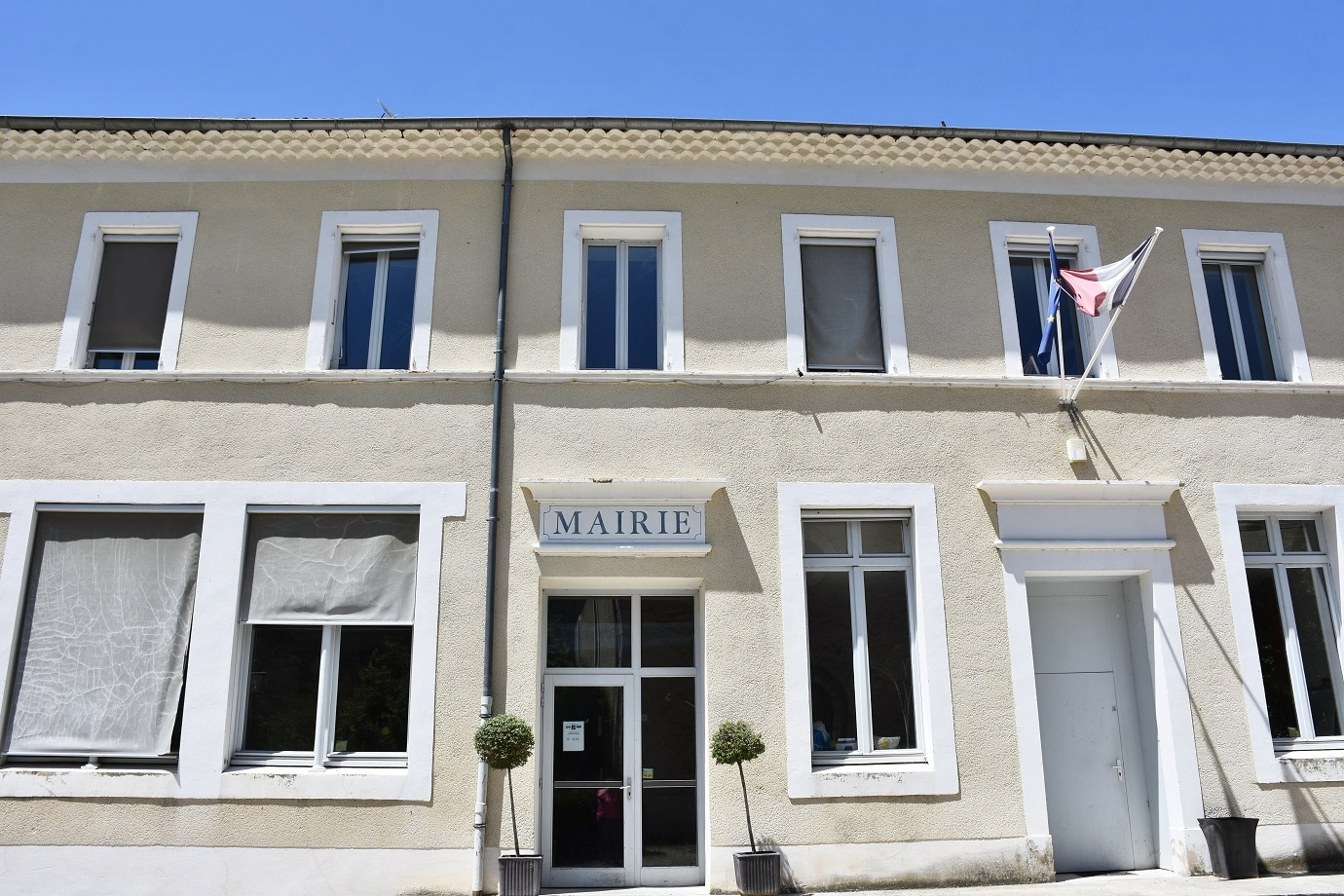
Mairie

### Liste des maires
| Période                                  | Période                       | Identité         | Étiquette | Qualité  |
| ---------------------------------------- | ----------------------------- | ---------------- | --------- | -------- |
| Les données manquantes sont à compléter. |                               |                  |           |          |
| mars 2001                                | mars 2008                     | Gérard Dellinger |           |          |
| mars 2008                                | 2014                          | Olivier Girard   |           |          |
| 2014                                     | En cours (au 30 octobre 2014) | Alain Vincent    |           | retraité |

## Population et société

### Démographie
L'évolution du nombre d'habitants est connue à travers les recensements de la population effectués dans la commune depuis 1793. Pour les communes de moins de 10 000 habitants, une enquête de recensement portant sur toute la population est réalisée tous les cinq ans, les populations de référence des années intermédiaires étant quant à elles estimées par interpolation ou extrapolation. Pour la commune, le premier recensement exhaustif entrant dans le cadre du nouveau dispositif a été réalisé en 2007.

En 2022, la commune comptait 163 habitants, en évolution de +5,16 % par rapport à 2016 (Drôme : +2,64 %, France hors Mayotte : +2,11 %).
| 1793 | 1800 | 1806 | 1821 | 1831 | 1836 | 1841 | 1846 | 1851 |
| ---- | ---- | ---- | ---- | ---- | ---- | ---- | ---- | ---- |
| 686  | 535  | 612  | 677  | 661  | 636  | 602  | 576  | 572  |

| 1856 | 1861 | 1866 | 1872 | 1876 | 1881 | 1886 | 1891 | 1896 |
| ---- | ---- | ---- | ---- | ---- | ---- | ---- | ---- | ---- |
| 570  | 534  | 509  | 464  | 469  | 431  | 447  | 424  | 409  |

| 1901 | 1906 | 1911 | 1921 | 1926 | 1931 | 1936 | 1946 | 1954 |
| ---- | ---- | ---- | ---- | ---- | ---- | ---- | ---- | ---- |
| 374  | 366  | 317  | 280  | 307  | 269  | 260  | 247  | 235  |

| 1962 | 1968 | 1975 | 1982 | 1990 | 1999 | 2006 | 2007 | 2012 |
| ---- | ---- | ---- | ---- | ---- | ---- | ---- | ---- | ---- |
| 211  | 194  | 150  | 144  | 162  | 142  | 132  | 131  | 157  |

| 2017 | 2022 | - | - | - | - | - | - | - |
| ---- | ---- | - | - | - | - | - | - | - |
| 153  | 163  | - | - | - | - | - | - | - |

### Enseignement
La commune relève de l'académie de Grenoble.

### Manifestations culturelles et festivités
- Fête : le premier dimanche d'août[1].

### Loisirs
- Pêche, chasse et bamboche[1].
- Randonnées (sentiers pédestres)[1].

## Économie
En 1992 : pâturages (ovins, bovins, caprins), céréales.
La commune compte plusieurs éleveurs de bovins. Pour sécuriser l'alimentation électrique du territoire, les autorités locales ont impulsé la création d'une association qui développe un projet d'installation de panneaux solaires couplé à du stockage d'hydrogène.

## Culture locale et patrimoine

### Lieux et monuments
- Village ancien de montagne[1].

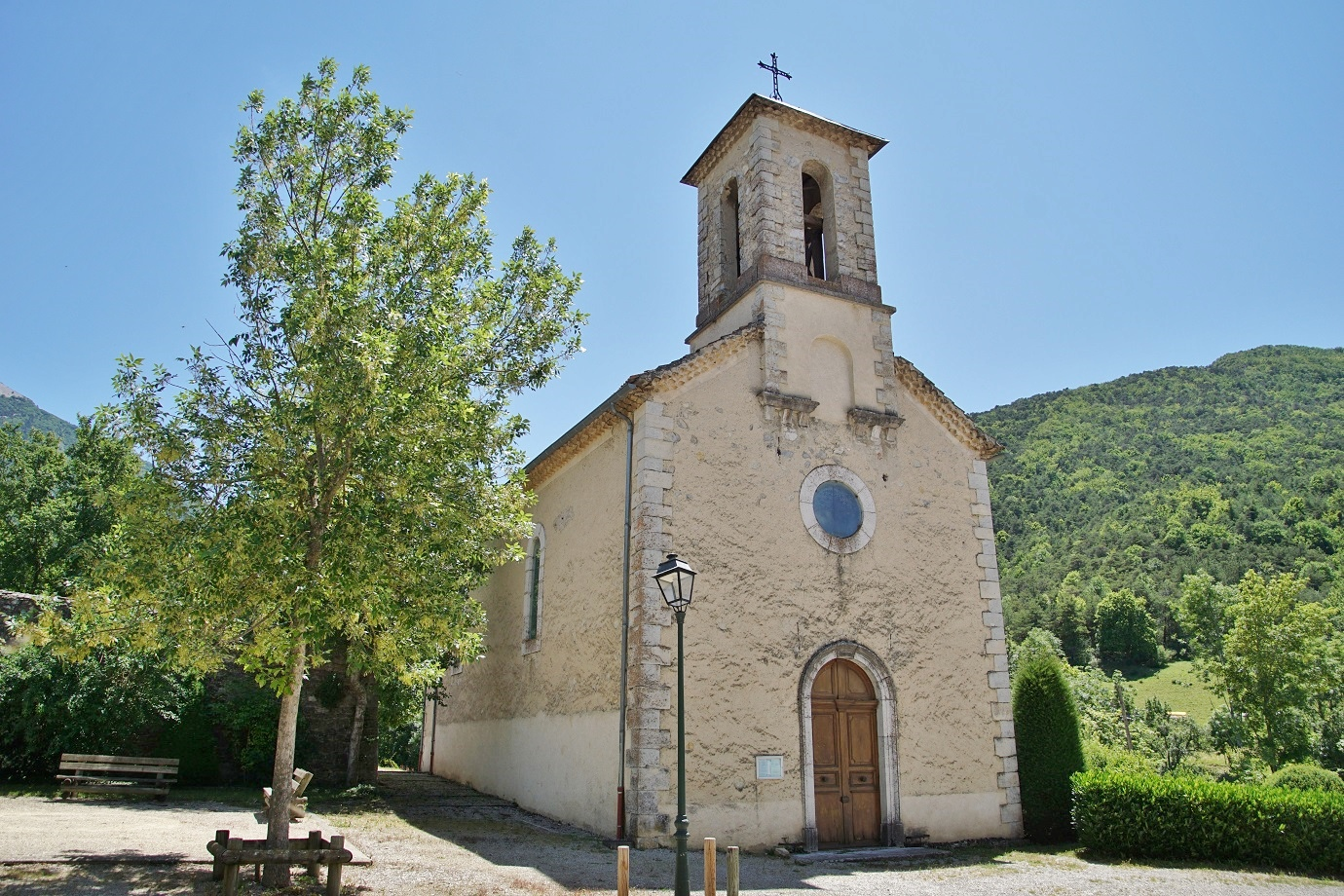
Église Saint-Julien

- Église Saint-Julien de Saint-Julien-en-Quint, médiévale catholique[1].
- Temple protestant[1] : église affectée en 1804 au culte protestant[réf. nécessaire].

### Patrimoine naturel
La commune fait partie du parc naturel régional du Vercors.

### Héraldique, logotype et devise
|  | Saint-Julien-en-Quint possède des armoiries dont l'origine et le blasonnement exact ne sont pas disponibles. |